# Nymphalis cibinensis
Nymphalis cibinensis är en fjärilsart som beskrevs av Franz Dannehl 1925. Nymphalis cibinensis ingår i släktet Nymphalis och familjen praktfjärilar. Inga underarter finns listade i Catalogue of Life.